# Ames (Texas)
Ames es una ciudad ubicada en el condado de Liberty en el estado estadounidense de Texas. En el Censo de 2010 tenía una población de 1.003 habitantes y una densidad poblacional de 117,25 personas por km².

## Geografía
Ames se encuentra ubicada en las coordenadas 30°2′42″N 94°44′14″O / 30.04500, -94.73722. Según la Oficina del Censo de los Estados Unidos, Ames tiene una superficie total de 8.55 km², de la cual 8.55 km² corresponden a tierra firme y (0%) 0 km² es agua.

## Demografía
Según el censo de 2010, había 1.003 personas residiendo en Ames. La densidad de población era de 117,25 hab./km². De los 1.003 habitantes, Ames estaba compuesto por el 9.87% blancos, el 83.65% eran afroamericanos, el 0.2% eran amerindios, el 0.1% eran asiáticos, el 0% eran isleños del Pacífico, el 4.09% eran de otras razas y el 2.09% pertenecían a dos o más razas. Del total de la población el 3.79% eran hispanos o latinos de cualquier raza.